# 리크 (악기)

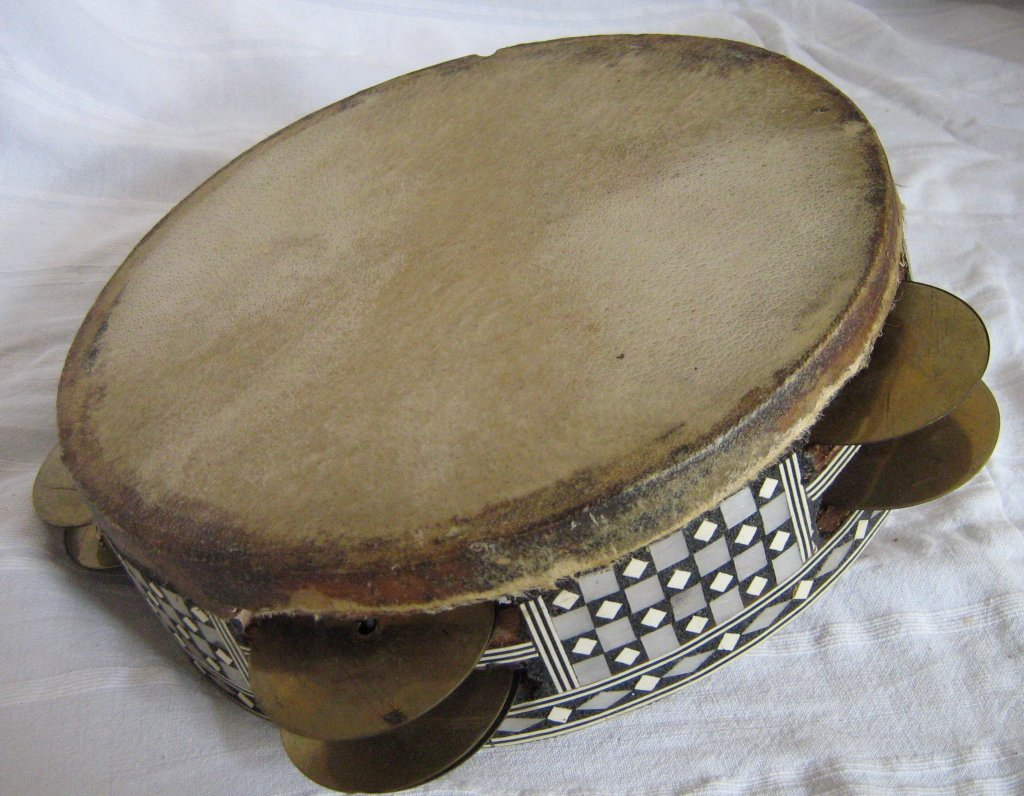
리크

리크(아랍어: رق)는 아랍 음악에서 사용되는 타악기이자 탬버린의 일종이다. 아랍 세계 전역에서 전통적인 악기로 널리 사용되고 있으며 민속 음악과 고전 음악 모두에서 중요한 악기로 여겨진다.

## 구조
리크는 전통적인 방식을 따라서 만든 나무 틀(현대에는 금속으로 만들기도 함), 원반 모양을 띤 작은 금속 짤랑이, 물고기의 피부나 어린 염소의 가죽(현대에는 플라스틱과 같은 합성 소재로 만들기도 함)으로 만든 얇고 반투명한 북면을 가지고 있다. 지름은 약 20 ~ 25cm 사이에 달한다. 다프(Daf)를 변형해서 만든 악기로서 19세기에 처음으로 "리크"라는 이름을 사용했다.
리크는 다프, 타르(Tar), 마즈하르(Mazhar)의 간단한 리듬의 필요성을 넘어 특별하고 명백한 역할을 담당하는 합주단 양식인 타흐트(Takht, 이집트·시리아) 또는 찰기(Chalgi, 이라크)에서 사용된다. 수단에서는 예배 목적으로 사용되기도 한다. 리크의 틀은 상감, 진주층, 상아, 살구나무·레몬나무의 목재를 이용해서 다양한 무늬를 새겨서 만든다. 틀 안에 나와 있는 10개의 구멍 안에는 원반 모양을 띤 작은 금속 짤랑이가 1개씩 달려 있는데 금속 짤랑이 2개가 1개의 짝을 형성한다. 북면은 물고기의 피부나 어린 염소의 가죽을 접착제로 붙인 다음에 길이가 약 6cm에 달하는 틀 위쪽으로 조여서 완성한다.
리크는 손을 이용해서 북면을 두드리거나 짤랑이를 흔들어서 연주하는 타악기로서 서로 다른 연주법을 띠고 있다. 짤랑이 없이 연주하는 연주법은 소프트 포지션(Soft position) 또는 클래식 포지션(Classical position)이라고 부르고 짤랑이를 사용해서 큰 소리를 내는 연주법은 카바레 포지션(Cabaret position)이라고 부른다.